# سما الروسان (إربد)
سما الروسان منطقة سكنية تقع في لواء بني كنانة، محافظة إربد في الأردن. تنتمي المنطقة لقضاء بني كنانة الذي يضم 28 منطقة. يقدر عدد سكانها بـ 5682 نسمة حسب إحصاء 2023.

## الوصلات الخارجية
- دائرة الاحصاءات العامة